# Forchach

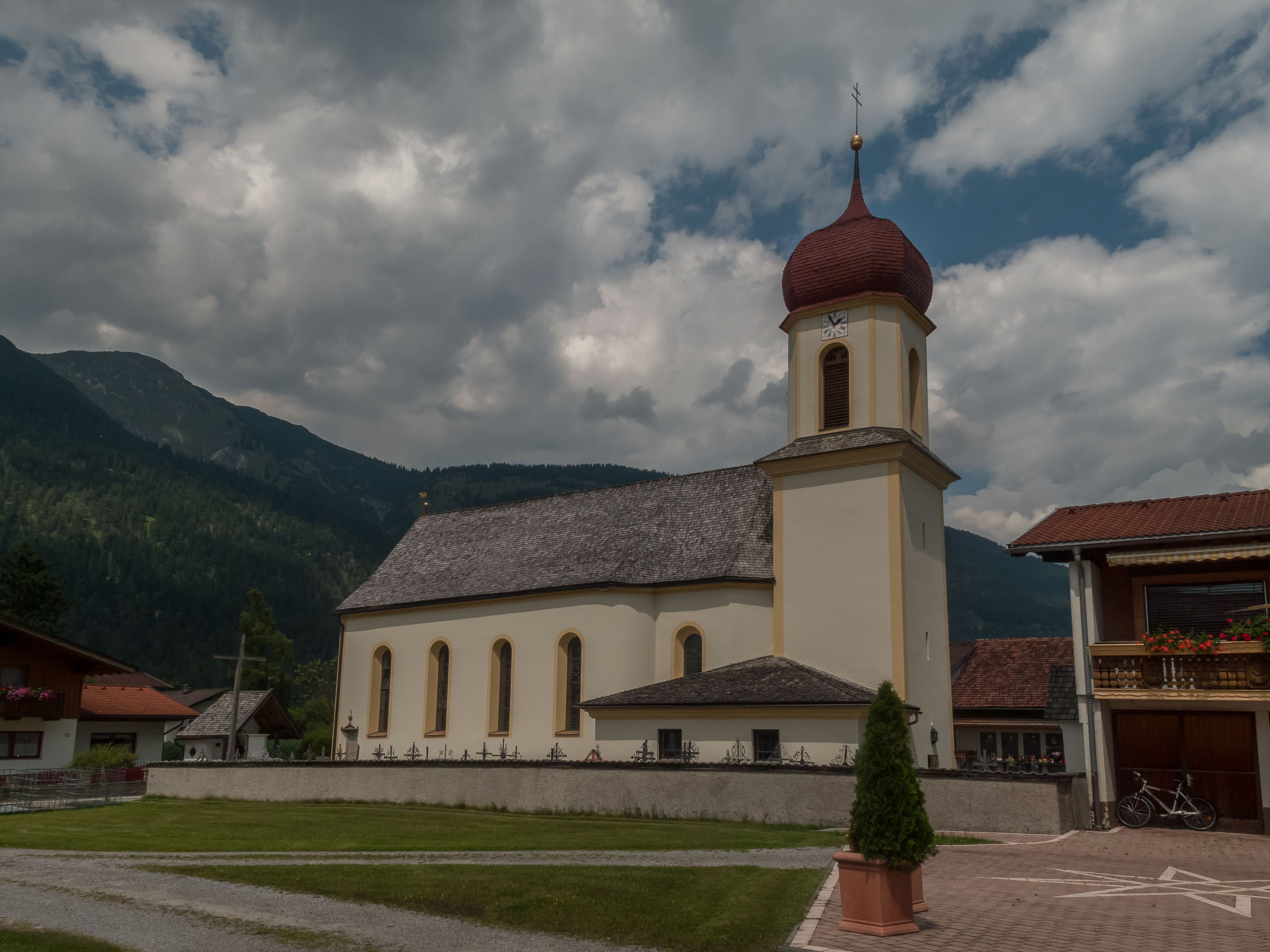
L'église Saint-Sébastien (Katholische Filialkirche Expositurkirche heiliger Sebastian).

Forchach est une commune autrichienne du Tyrol, dans le district de Reutte.

## Économie
L'occupation de la population est l'agriculture et le tourisme.